# 清水善造
清水 善造（しみず ぜんぞう、1891年（明治24年）3月25日 - 1977年（昭和52年）4月12日）は、群馬県西群馬郡箕輪村（現・高崎市箕郷町）出身の男子テニス選手。

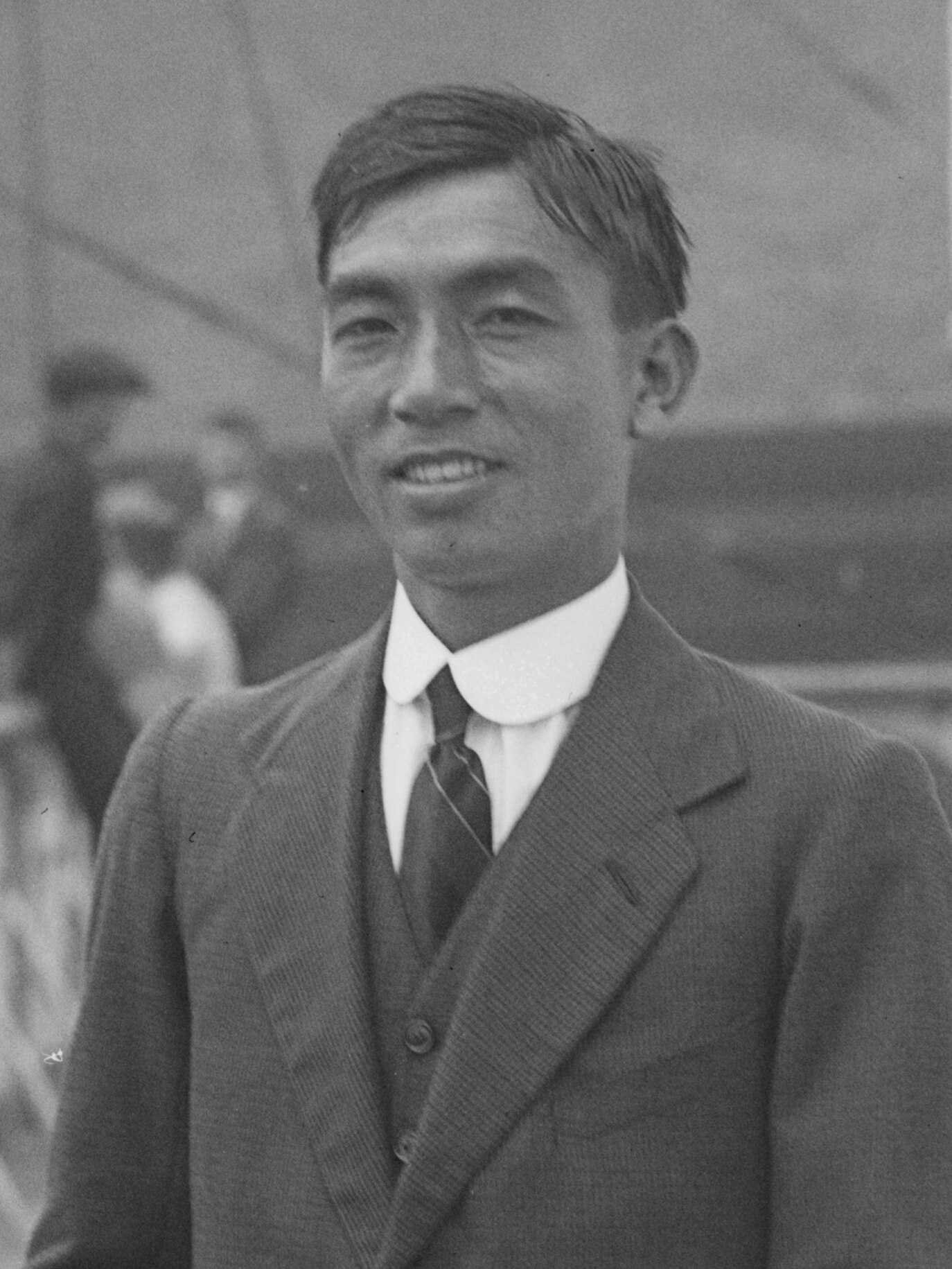
Zenzo Shimizu, 1921

日本人初のウィンブルドン出場者でありベスト4に進出した。全米選手権でもベスト8入りしている。
元俳優の清水善三、関西学院大学教育学部教授の藤木大三らは、清水の孫にあたる。

## 来歴
群馬県立高崎中学校（現：群馬県立高崎高等学校）に進学。東京高等商業学校（現：一橋大学）を卒業後、1912年に三井物産に入社、カルカッタ（インド）、ニューヨーク（アメリカ合衆国）へに駐在員として在任した。テニス選手として国際大会に出場したのはこの期間である。
1921年（大正10年）12月、宮城内千代田倶楽部テニスコートで皇太子（後に昭和天皇）に競技を披露。また、その縁で 1947年（昭和22年）、西宮市の神戸女学院に天皇が行幸（昭和天皇の戦後巡幸に一環）した際には、拝謁を許されている。
1929年に三井生命保険に転籍して神戸支店長などを務め、1945年に三井生命本社取締役に就任したが、このために公職追放処分を受けて後に神戸で貿易会社を経営していた。1965年2月に脳内出血で倒れ、長女が住んでいた京都市にて療養生活を送り、1977年4月12日、大阪市にて死去した。86歳没。
2020年（令和2年）7月11日、地元の高崎市に善造の功績を称え彼の名を冠した清水善造メモリアルテニスコートが開場した

## テニス選手としての経歴
清水は第1次世界大戦後の時代に活躍し、熊谷一弥と共に日本テニス界の黎明期を築いた名選手である。清水は旧制高崎中学校時代に軟式テニス（ソフトテニス）と出会い、東京高等商業学校時代に庭球部に入部、東京高商の最上級生時代には主将を務めるなど選手として活動した後、三井物産カルカッタ駐在員時代に硬式テニスに初めて接して、本格的に硬式テニス選手としてプレーするようになる。なお、日本に初めてテニスが紹介されたのは1878年（明治11年）であったが、ボールの製造に必要なゴムが輸入困難であったことから、日本独自の軟球を用いたソフトテニス（軟式テニス）が編み出される。そのため、通常は「テニス」と呼ばれるスポーツに“硬式”テニスという呼称があるのも日本独特の呼び方である。清水は日本における硬式テニスの開拓者として活動した。
清水はカルカッタ時代にベンガル州選手権大会で1915年から1919年まで5年連続優勝、商用で赴いたブエノスアイレス（アルゼンチン）で出場した南米選手権でも優勝するなど実績を積み重ねる。
1920年（大正9年）には長期休暇を利用してイギリスに渡航、イギリス国内の試合に出場しながら6月のウィンブルドン選手権大会に臨む。そのウインブルドン選手権で、清水はいきなり「チャレンジ・ラウンド」（前年優勝者への挑戦権決定戦）の決勝まで勝ち進んだ。
当時はテニス・トーナメントの方式も現在とは大きく異なり、前年優勝者は無条件で決勝に行き、そこで1回戦から勝ち上がる選手（チャレンジ・ラウンドの優勝者）と決勝戦を戦う「オールカマーズ・ファイナル」（All-Comers Final）方式を採用していた。そのチャレンジ・ラウンド決勝戦で、清水は当時の世界ナンバーワン選手であったビル・チルデン（アメリカ）に 4-6, 4-6, 11-13 の激戦で敗れたが、この大活躍で硬式テニスを日本に紹介した。
この試合では、対戦相手のチルデンが足を滑らせて転倒、その時に清水がゆっくりとしたボールを返したとされる「やわらかなボール」の逸話が生まれた。チルデンが態勢を立て直し、返球がエースに。「ヘイユー!ルック!!」とチルデンがラケットで指した所、観客がスタンディング・オベーションで清水に向かって拍手をしていた。結果としてチルデンが勝ち、二人が会場を後にしたものの、その後しばらく拍手が続いたという。上前淳一郎は
という雑誌に掲載された記事に興味を引かれて取材を始め、清水およびこの試合についての書籍『やわらかなボール』を刊行している。その中で、「意図的な誤審」説はテニス・ジャーナリストのバド・コリンズによる創作であったとしている。
チャレンジ・ラウンド決勝で清水を破ったチルデンは、オールカマーズ・ファイナルにて1919年度の優勝者ジェラルド・パターソン（オーストラリア）に勝ち、大会初優勝を飾った。
翌1921年のウィンブルドンではチャレンジ・ラウンド準決勝でマニュエル・アロンソ（スペイン）に敗れ、2年連続のチャレンジ・ラウンド決勝進出を逃した。1921年に、日本チームは男子国別対抗戦「デビスカップ」にも初出場を果たす。「アメリカン・ゾーン」よりオールカマーズ・ファイナルに進み、日本はアメリカに0勝5敗で敗れたが、清水はここでもチルデンに健闘している。（2セット・アップ＝先に2セットを先取した状態から、チルデンに3セットを連取されて逆転負けした。）これらの成績により、清水は当時の世界ランキングで、1920年は9位、1921年は4位にランクされた。
こうして清水の活躍は、同郷（群馬県）の後輩に当たる佐藤次郎を始めとする後続の日本男子テニス選手たちに大きな刺激を与えた。海外でも清水は、その礼儀正しさから「ミスター・シミー」、にこやかな笑顔から「スマイリー・シミー」という愛称で呼ばれたという。
1923年に発生した関東大震災復興支援のために清水はアメリカ各地で開催された義援金募集チャリティー試合に出場したという。

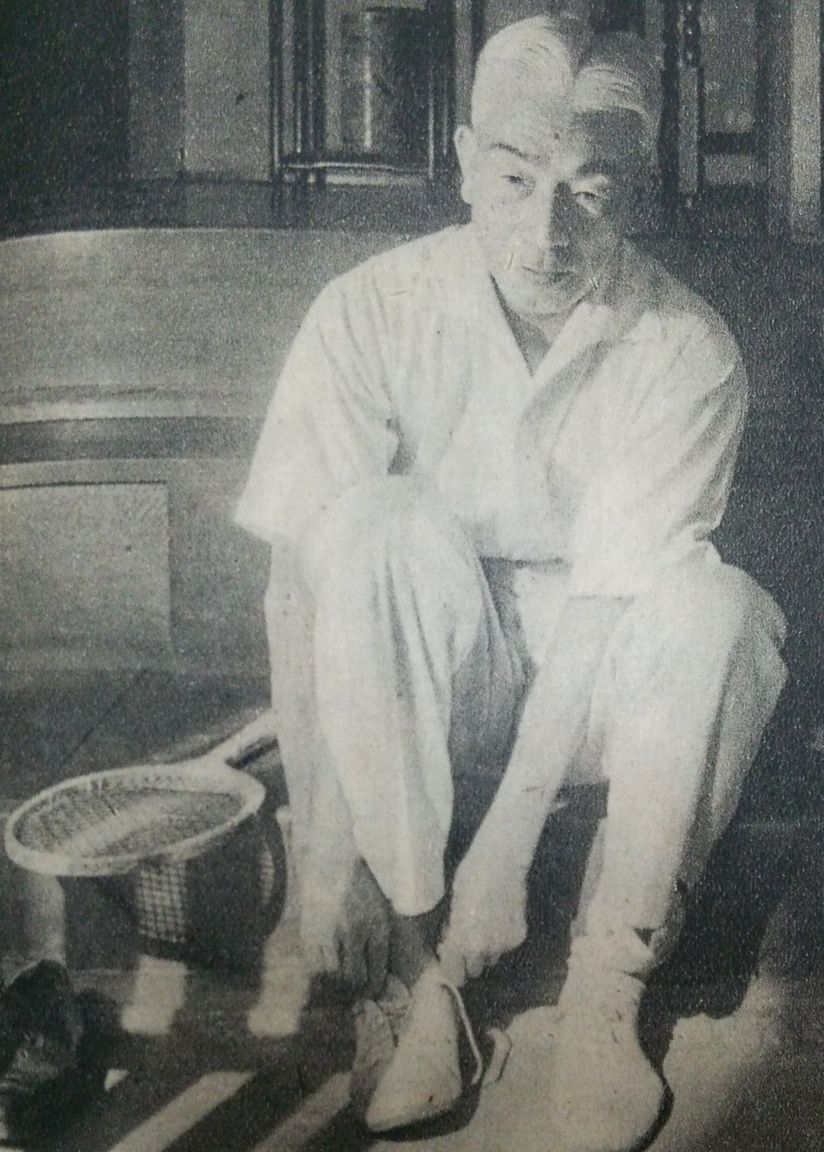
現役引退後の清水。1948年

1927年に選手生活を引退し、三井物産での社業生活に戻るが、その一方では後進の育成に尽力し、1954年にデビスカップの日本代表監督に就任する。宮城淳、加茂公成ら当時の日本の一線級選手をメンバーとして率いた海外遠征ではメキシコに赴き、そこで日本代表チームは「2勝3敗」でメキシコ・チームに敗れたが、その帰途で清水はアメリカに立ち寄り、前年（1953年6月5日）に死去した旧友チルデンの墓参に行った。
孫の清水善三によれば、晩年の清水は70歳を過ぎても、毎朝、自宅の壁打ち用の板を相手に2000回ほどの壁打ちを続け、ほぼミスをしなかったという。
故郷である群馬県テニス協会は、清水善造の名を冠した大会『清水善造杯群馬県テニス選手権大会』を毎年夏の終わりから秋にかけて開催している。